# Амбіцеребральність
Амбіцеребральність (лат. ambi — подвійний, лат. cerebrum — мозок) — це здатність лівої та правої півкуль мозку поперемінно або паралельно і одночасно виконувати переробку інформації. Наприклад, можливість одночасно писати різний текст лівою та правою рукою. Людей з такими здатностями називають також «подвійні амбідекстри».

## Відомі особистості зі здатністю до амбіцерабральності
- Кай Юлій Цезар — за легендою Юлій Цезар міг виконувати декілька справ одночасно.
- Теофраст Парацельс